# Cohenita
La cohenita es un mineral de la clase l según la clasificación de Strunz, un carburo de fórmula química (Fe,Ni,Co)3C. Se encuentra en la Tierra en ambientes reductores donde abunda el Fe, y en meteoritos metálicos, siendo similar a uno de los constituyentes del acero, la cementita. Es inestable a temperatura y presión atmosférica, convirtiéndose en kamacita y grafito.
La cohenita fue descubierta en 1887 en el meteorito de Magura por el mineralogista y petrólogo alemán Ernst Weinschenk, que lo aisló, analizó y lo nombró reconociendo en él la identidad con la cementita. Este último fue identificado por  Frederick Abel en 1885.
Weinschenk lo nombró como dedicatoria a Emil Cohen, que había sido el primero en analizarlo y describirlo.